# Chris Cleveland
Chris Cleveland (* in South Carolina) ist ein US-amerikanischer Schauspieler, Stuntman, Filmproduzent und Synchronsprecher.

## Leben
Cleveland wurde im US-Bundesstaat South Carolina geboren, wo er auch aufwuchs. Er erhielt ein Leichtathletik- und Militärstipendium für The Citadel (Military College of South Carolina). Dort studierte er ab 1991 Business Administration und Management und schloss 1995 sein Studium mit dem Bachelor of Science ab. Bereits 1995 entschied er allerdings, zukünftig in der Unterhaltungsbranche tätig sein zu wollen. Daher folgten Schauspielkurse an der University of South Carolina. Seit dem 10. Oktober 1998 ist er mit Julie Cleveland verheiratet. Ihr gemeinsamer Sohn Griffin Cleveland ist ebenfalls als Schauspieler tätig.
Erste schauspielerische Erfahrungen sammelte Cleveland in Werbespots und im Theater. Ende der 1990er Jahre zog er nach Los Angeles und erhielt eine Rolle in der Spielfilmproduktion Relax...It’s Just Sex. Nach Kurzfilmproduktionen spielte er 2006 in der Filmproduktion Prestige – Die Meister der Magie mit. 2008 verkörperte er im Film Heatstroke – Insel der Aliens die Rolle des Waters. Ab Mitte der 2010er Jahre folgten Episodenrollen in Fernsehserien wie Fatales Vertrauen – Dem Mörder so nah oder Schatten der Leidenschaft. Von 2017 bis 2018 wirkte er in der wiederkehrenden Rolle des Neptune in der Fernsehserie Tails of the Blue mit. 2023 war er im Tierhorrorfilm Blind Waters in der Rolle des Curtis Burman zu sehen.
Er ist als Stuntman tätig und ist mit seiner Produktionsfirma Good Ole Boy Productions als Filmproduzent tätig.

## Filmografie (Auswahl)

### Schauspiel
- 1997: Anticipating Sarah (Kurzfilm)
- 1998: Relax...It’s Just Sex
- 2001: Folly Island
- 2006: The Manual (Kurzfilm)
- 2006: Distorted (Kurzfilm)
- 2006: Prestige – Die Meister der Magie (The Prestige)
- 2007: The One (Kurzfilm)
- 2008: Homeland
- 2008: Border Lost
- 2008: Heatstroke – Insel der Aliens (Heatstroke)
- 2008: Heroes (Fernsehserie, Episode 3x01)
- 2008: Fusion (Fernsehserie)
- 2009: Babysitters Beware
- 2009: 1045 Mercy Street (Kurzfilm)
- 2010: Dry Run
- 2011: Small Town (Kurzfilm)
- 2012: Where the Dead Go to Die
- 2012: NightmareZ (Kurzfilm)
- 2012: A Cold Hearted Prayer (Kurzfilm)
- 2013: Forerunner (Kurzfilm)
- 2013: Fatales Vertrauen – Dem Mörder so nah (Unusual Suspects, Fernsehserie, Episode 5x07)
- 2013: Game Over (Fernsehserie, 2 Episoden, verschiedene Rollen)
- 2013: Operation Repo (Fernsehserie, Episode 11x14)
- 2013: Living Dark: The Story of Ted the Caver
- 2014: The Exorcism Diaries (Kurzfilm)
- 2014: The Republic of Rick
- 2014: Schatten der Leidenschaft (The Young and the Restless, Fernsehserie, Episode 1x10414)
- 2014: Scion (Kurzfilm)
- 2014: Soundwaves (Kurzfilm)
- 2014: Casual Encounter (Kurzfilm)
- 2015: San Andreas Quake – Los Angeles am Abgrund (San Andreas Quake)
- 2015: Appetites
- 2015: Intersection
- 2015: Blue
- 2015: Homes of Horror (Fernsehserie, 1 Episode)
- 2016: Grace and Forgiveness (Kurzfilm)
- 2016: Pandemonium (Kurzfilm)
- 2016: Lookouts (Kurzfilm)
- 2016: Where Horses Go to Die
- 2016: Crossing Streets
- 2016: Mod-X (Kurzfilm)
- 2017: Navy SEALs: America's Secret Warriors (Fernsehserie, Episode 1x01)
- 2017: Shell Shocked (Kurzfilm)
- 2017: Deadly Sins – Du sollst nicht töten (Deadly Sins, Fernsehdokuserie, Episode 6x08)
- 2017–2018: Tails of the Blue (Fernsehserie, 6 Episoden)
- 2018: Stoneheart (Fernsehserie, Episode 2x02)
- 2018: America 2.0 (Miniserie, Episode 1x01)
- 2018: The Vampyr Resistance Corps (Fernsehserie, 3 Episoden)
- 2018: Der Weihnachtsstall (Bethlehem Ranch)
- 2018: The Remarkable Life of John Weld
- 2019: A Hateful Love (Kurzfilm)
- 2019: Orbit (Kurzfilm)
- 2020: Obscure
- 2020: White Elephant
- 2021: Love Is on the Air
- 2021: Wild West Chronicles (Fernsehserie, Episode 1x02)
- 2021: Chinese Speaking Vampires
- 2021: Deadlock
- 2021: Weihnachten... Schon wieder?! (Christmas...Again?!, Fernsehfilm)
- 2021: Oh Teacher (Miniserie)
- 2021: A Mother’s Son (Kurzfilm)
- 2022: Gasoline Alley
- 2022: The Sleep: Survival Horror - Part One
- 2022: In the Desert of Dark and Light (Kurzfilm)
- 2022: White Elephant: Der Mafia-Kodex (White Elephant)
- 2022: Keeping Up with the Joneses (Miniserie, 4 Episoden)
- 2022: Der magische Kompass: Auf der Suche nach dem verlorenen Gold (The Skeleton’s Compass)
- 2022: Bullpen (Miniserie)
- 2022: Mother’s Deadly Son (Fernsehfilm)
- 2022: It’s Christmas Again
- 2023: Blind Waters
- 2024: Love, Courage and the Battle of Bushy Run
- 2024: 24 Hours to D-Day – Schlacht der Entscheidung (24 Hours to D-Day)
- 2024: Her Fatal Fling (Fernsehfilm)

### Stunts
- 2006: Distorted (Kurzfilm)
- 2008: Border Lost
- 2008: Heatstroke – Insel der Aliens (Heatstroke)
- 2010: Dry Run
- 2013: Game Over (Fernsehserie, 2 Episoden)
- 2013: Living Dark: The Story of Ted the Caver
- 2015: San Andreas Quake – Los Angeles am Abgrund (San Andreas Quake)
- 2015: Appetites
- 2016: Crossing Streets
- 2017: Shell Shocked
- 2018: Navy SEALs: America’s Secret Warriors (Fernsehserie, Episode 2x03)
- 2018: Later... With Jools Holland (Fernsehserie, Episode 53x04)
- 2020: White Elephant
- 2021: Wild West Chronicles (Fernsehserie, Episode 1x02)
- 2021: Chinese Speaking Vampires
- 2021: 72 Hours (Kurzfilm)
- 2021: Deadlock
- 2022: Gasoline Alley
- 2022: In the Desert of Dark and Light (Kurzfilm)
- 2022: White Elephant: Der Mafia-Kodex (White Elephant)
- 2022: Mother’s Deadly Son (Fernsehfilm)
- 2024: Love, Courage and the Battle of Bushy Run

### Produktion
- 2001: Folly Island
- 2006: The Manual (Kurzfilm)
- 2008: Homeland
- 2008: Fusion (Fernsehserie)
- 2010: Dry Run
- 2012: A Cold Hearted Prayer (Kurzfilm)
- 2014: Soundwaves (Kurzfilm)
- 2016: Mod-X (Kurzfilm)
- 2017: Shell Shocked (Kurzfilm)
- 2022: In the Desert of Dark and Light (Kurzfilm)

## Synchronisationen (Auswahl)
- 2012: Medal of Honor: Warfighter (Computerspiel)
- 2015: Ultraman Ginga S der Film Showdown: Ultra 10 Krieger! (劇場版 ウルトラマンギンガS 決戦! ウルトラ10勇士!!/Gekijōban Urutoraman Ginga Esu Kessen! Urutora Jū Yūshi!!)
- 2018: Exeter (Podcastserie, 3 Episoden)
- 2019: The Carlötta Beautox Chronicles (Podcastserie)
- 2020: Nordegren & Epstein i P1 (Podcastserie, Fernsehserie, 1 Episode)
- 2022: Overleaper (Podcastserie)